# Brentwood (Tennessee)
Brentwood ist eine City im Williamson County im US-Bundesstaat Tennessee. Sie liegt zwischen dem County-Sitz Franklin und Nashville. Das U.S. Census Bureau hat bei der Volkszählung 2020 eine Einwohnerzahl von 45.373 ermittelt.

## Geschichte
Auf dem Gebiet der Stadt finden sich Überreste von Siedlungen aus der Zeit vor 1300, die im Primm Historic Park auch heute noch sichtbar sind. Am 25. März 1863 wurde im Rahmen des Sezessionskriegs unter der Führung von Nathan Bedford Forrest ein Großteil der Stadt zerstört. Nach einer Erholungsphase von etwa 100 Jahren wurde Brentwood im Jahr 1969 als City gegründet.

## Wirtschaft und Kultur
Der Sitz des Einzelhändlers Tractor Supply Company befindet sich in Brentwood.
Der Sitz der Ohio Valley Conference, einem Sportverbund von zwölf regionalen Universitäten aus fünf Bundesstaaten, befindet sich hier ebenso wie das globale Funknetzwerk WinLink 2000.
Im lokalen Tonstudio Rec Room Studio fanden Aufnahmen für das Album Headstrong von High-School-Musical-Sängerin Ashley Tisdale statt.
Im Ort befindet sich zudem mit dem Deerwood Arboretum and Natural Area auch ein botanischer Garten.

## Persönlichkeiten
- Marsha Blackburn (* 1952), Politikerin
- Blake Geoffrion (* 1988), Eishockeyspieler
- Charlene Holt (1928–1996), Schauspielerin
- Marcia Lewis (1938–2010), Schauspielerin
- Tug McGraw (1944–2004), Baseballspieler
- Dolly Parton (* 1946), Country-Sängerin, Songwriterin
- Wilma Rudolph (1940–1994), Leichtathletin